# Mine de Garpenberg
 (mars 2025).
La mine de Garpenberg est une mine d'argent, de zinc et de plomb, située près de Hedemora dans le Dalécarlie en Suède. Sa production a débuté en 1972. Elle appartient à Boliden AB.